# South San Francisco
South San Francisco is een plaats (city) in de Amerikaanse staat Californië, en valt bestuurlijk gezien onder San Mateo County.

## Demografie
Bij de volkstelling in 2000 werd het aantal inwoners vastgesteld op 60.552.
In 2006 is het aantal inwoners door het United States Census Bureau geschat op 61.354, een stijging van 802 (1.3%).

## Geografie
Volgens het United States Census Bureau beslaat de plaats een oppervlakte van
77,1 km², waarvan 23,4 km² land en 53,7 km² water.

## Plaatsen in de nabije omgeving
De onderstaande figuur toont nabijgelegen plaatsen in een straal van 8 km rond South San Francisco.